# Bukovica Utinjska
Bukovica Utinjska – wieś w Chorwacji, w żupanii karlowackiej, w gminie Vojnić. W 2011 roku liczyła 80 mieszkańców.